# De que te quiero, te quiero
De que te quiero, te quiero é uma telenovela mexicana produzida por Lucero Suárez para Televisa e exibida pelo Canal de las Estrellas entre 1 de julho de 2013 e 16 de março de 2014, substituindo La mujer del vendaval e sendo substituída por El color de la pasión.
É um remake da telenovela venezuelana Carita pintada produzida pela RCTV em 1999.
A trama é protagonizada por Livia Brito e Juan Diego Covarrubias interpretando papel duplo e antagonizada por Aarón Hernán,  Fabiola Guajardo e Esmeralda Pimentel, Rebeca Mankita, Erik Díaz, Patsy e Manuela Imaz e com atuações estelares de Cynthia Klitbo, Marcelo Córdoba, Marisol del Olmo, Gerardo Murguía e Carlos Ferro e a primeira atriz Silvia Mariscal. Conta com a participação especial de Daniela Luján

## Sinopse
Natalia (Livia Brito) e Diego (Juan Diego Covarrubias) se conhecem em Tuxpan, Veracruz. O amor entre os dois surge desde o primeiro momento em que se vêem. Diego é um jovem empresário, nobre e de bons sentimentos que vive na Capital, é vice-presidente das Industrias Caprico e neto do poderoso Vicente Cáceres (Aarón Hernán), um homem amargo, arrogante e controlador. Natalia é garçonete de fast food e é escolhida como a rainha da vila de pescadores. Mas ela não sabe que Diego tem um irmão gêmeo: Rodrigo (Juan Diego Covarrubias), um jovem sedutor, de sentimentos ruins e sem escrúpulos. Na noite da coroação, Rodrigo tenta estuprar Natalia, passando-se por seu irmão Diego, mas aparece Andrés (José Carlos Femat), a defende e Rodrigo cai batendo a cabeça no chão e fica em estado de coma.
Quando ela diz a sua mãe Carmen (Cynthia Klitbo) as coisas que aconteceram, ela teme que Rodrigo vá denunciá-la. A família Garcia se muda para a Cidade do México com a desculpa de "tentar sorte no trabalho" e abrem um pequeno restaurante. Além disso, no México vive sua madrinha Luz (Silvia Mariscal), o padre Juancho (Rolando Brito) e seu amigo de infância: Eleazar (Marcelo Córdoba), que também é filho de sua madrinha.
Na Cidade do México retorna Irene (Marisol del Olmo), filha adotiva de Vicente e tia de Diego e Rodrigo. Irene é uma mulher deprimida e marcada pelo destino. Quando era muito jovem, ficou grávida de Tadeo (Gerardo Murguía). Seu pai ordena que ela vá para o exterior e após perder a menina que esperava, a tristeza e o sofrimento fazem com que ela se refugie no álcool.
Natalia volta a ver Diego na capital. No início, ela foge dele, e ele a persegue buscando uma explicação, porque nunca soube que ela e seu irmão tiveram um encontro desagradável. Quando eles conseguem esclarecer as coisas, não é possível viver seu amor, porque Diego é casado com Diana, e o amor é dificultado não só pelos caprichos de Diana, mas também por Vicente, que desaprova esse relacionamento. Mas os dois jovens vão lutar para ficar juntos e se amarem ainda mais.

## Elenco
- Livia Brito - Natalia García Pabuena
- Juan Diego Covarrubias - Diego Cáceres / Rodrigo Cáceres
- Cynthia Klitbo - Carmen García Pabuena
- Marcelo Córdoba - Eleazar Medina Suárez
- Esmeralda Pimentel - Diana Mendoza Grajales de Cáceres
- Aarón Hernán - Vicente Cáceres
- Marisol del Olmo - Irene Cáceres
- Silvia Mariscal - Luz Suárez Vda. de Medina
- Fabiola Guajardo - Brigitte García Pabuena
- Gerardo Murguía - Tadeo Vargas
- Lisardo - Roberto Esparza / Carlos Pereyra
- Carlos Ferro - Alonso Cortés
- Daniela Luján - Karina Montiel
- José Carlos Femat - Andrés Figueroa
- Polo Monárrez - Edwin Morales
- Hugo Macías Macotela - Tiburcio Chávez
- Rolando Brito - Padre Juan "Juancho" Rivera
- Alfredo Gatica - Abdul García Pabuena
- Carmen Becerra - Mireya Zamudio "La Jaiba"
- Laura Carmine - Simona Verduzco
- Juan Carlos "El Borrego" Nava - "El Camarón"
- Cecilia Galliano - Jacqueline Basurto Rosales
- Fernanda Sasse - Guadalupe "Lupita" García Pabuena
- Pierre Louis - Paolo García Pabuena
- Dobrina Cristeva - Alina Grajales
- Ricardo Fastlicht - Luis "El Chato" Reynoso
- Ricardo Kleinbaum - Gino Ricci
- Eduardo Rivera - Abdul Abdalá
- Alejandro Ibarra - Paul Champignon
- Ricardo Fernández Rue - Alberto Campos
- Eleane Puell - Mara Esparza
- Miguel Martínez - Paul Champignon (jovem)
- Tania Ibáñez - Ángela
- Paloma Jiménez -  Mali García de Pabuena
- Jesús Moré - Oliverio Santos
- Mirta Renée - Kimberly
- Raquel Morell - Rosa Valdez
- Sugey Abrego - Irma Pedroza Moncada
- Mercedes Vaughan - Rosario de Esparza
- Maricruz Nájera - Josefa
- Sofía Tejeda - Lala
- Samuel Loo - Lu Chong
- Ruth Rosas - Hilda Venegas de Chávez
- María Alicia Delgado - Lucrecia Capone / Prudencia "Jechu" Zapata
- Arleth Terán - Cunchetina Capone de Ricci
- Erik Díaz - Eleazar Medina Suárez (jovem)
- Patricia Martínez - "La Generala"
- Carlos Bagarrán - Galindo
- Benjamín Islas - Héctor Noceda
- Jorge Ortín - Capitão
- Pietro Vannucci - Doutor Salcido
- Rosita Pelayo - Amante de Rodrigo
- José Luis Badalt - Óscar Pérez Valdés
- Lalo Palacios - Toño

## Audiência
| Horário             | # Eps. | Estreia            | Estreia           | Final               | Final           | Posição | Temporada   | Classificação geral |
| Horário             | # Eps. | Data               | Primeiro capítulo | Data                | Último capítulo | Posição | Temporada   | Classificação geral |
| ------------------- | ------ | ------------------ | ----------------- | ------------------- | --------------- | ------- | ----------- | ------------------- |
| Segunda—Sexta 18:15 | 186    | 1 de julho de 2013 | 17                | 16 de março de 2014 | 21              | #1      | 2013 - 2014 | 17                  |

Estreou com 16.6 pontos. Sua maior audiência é de 21.6 pontos, alcançada em 28 de novembro de 2013. Já sua menor audiência é de 13 pontos, alcançada em 24 de dezembro de 2013, véspera de Natal. Seu último capítulo teve média de 20.6 pontos. Teve média geral de 17.3 pontos. 

## Prêmios e Indicações
| 2014 | Prêmio TVyNovelas |                            |                            |          |
| 2014 | Prêmio TVyNovelas | Melhor telenovela          | Lucero Suárez              | Indicado |
| 2014 | Prêmio TVyNovelas | Telenovela multiplataforma | Telenovela multiplataforma | Indicado |
| 2014 | Prêmio TVyNovelas | Melhor ator protagonista   | Juan Diego Covarrubias     | Venceu   |
| 2014 | Prêmio TVyNovelas | Melhor vilã                | Esmeralda Pimentel         | Indicado |
| 2014 | Prêmio TVyNovelas | Melhor atriz co-estrelar   | Cynthia Klitbo             | Venceu   |
| 2014 | Prêmio TVyNovelas | Melhor primeira atriz      | Cynthia Klitbo             | Indicado |
| 2014 | Prêmio TVyNovelas | Melhor ator co-estrelar    | Aarón Hernán               | Indicado |
| 2014 | Prêmio TVyNovelas | Melhor atriz de reparto    | Marisol del Olmo           | Indicado |

| 2014 | Prêmio ACE |                            |                        |        |
| 2014 | Prêmio ACE | Melhor ator                | Juan Diego Covarrubias | Venceu |
| 2014 | Prêmio ACE | Melhor Ator Característico | Hugo Macías Macotela   | Venceu |